# Eulen Verlag
Der Eulen Verlag war ein Verlag mit Sitz in München. Er wurde im Jahr 1983 in Freiburg im Breisgau von Harald Gläser gegründet. Zu seinem Angebot zählten Sachbücher und Bildbände, thematischer Schwerpunkt war Mythologie, wie „Die Klage der Steine“ von, wo Historie und Geistergeschichten britischer Klosterruinen mit Light-Painting-Fotografie visualisiert wurde. Zu den Verlagsangeboten zählt die Buchreihe Die Schwarzen Führer, die beispielsweise Mythen und Legenden in Niederbayern und der Oberpfalz versammelt.
Gläser verkaufte den Verlag 2002, das Programm wurde von der Eulen Verlag GmbH in München bis zu seiner Abwicklung 2007 fortgeführt.